# Lez-Fontaine
Lez-Fontaine – miejscowość i gmina we Francji, w regionie Hauts-de-France, w departamencie Nord.
Według danych na rok 1990 gminę zamieszkiwały 202 osoby, a gęstość zaludnienia wynosiła 45 osób/km² (wśród 1549 gmin regionu Nord-Pas-de-Calais Lez-Fontaine plasuje się na 1012. miejscu pod względem liczby ludności, natomiast pod względem powierzchni na miejscu 725.).